# Stephan Keppler
Pour les articles homonymes, voir Keppler.
Stephan Keppler, né le 1er février 1983 à Innsbruck, est un skieur alpin allemand spécialiste des épreuves de vitesse (descente et super G).

## Biographie
Il commence sa carrière dans des courses FIS en 1998. En 2003, Keppler participe à sa première course de Coupe du monde à Garmisch-Partenkirchen.
En 2007, il est sélectionné pour ses premiers championnats du monde à Åre, mais n'obtient pas de résultat probant. Deux ans plus tard, aux Mondiaux de Val d'Isère, il est quinzième de la descente, 24e du super G et 20e du super combiné.
Aux Jeux olympiques d'hiver de 2010, il est 24e de la descente et du super combiné et me termine pas le super G. En décembre 2010, il monte sur son premier et unique podium en Coupe du monde en terminant deuxième du super G de Val Gardena derrière Michael Walchhofer.
Sa carrière sportive s'arrête en 2014.

## Palmarès

### Jeux olympiques
| Épreuve / Édition | Vancouver 2010 |
| Descente          | 24e            |
| Super G           | Abandon        |
| Combiné           | 24e            |

### Championnats du monde
| Épreuve / Édition | Are 2007 | Val d'Isère 2009 | Schladming 2013 |
| Descente          | Abandon  | 15e              | 24e             |
| Super G           | 37e      | 24e              | 33e             |
| Slalom géant      | Abandon  | -                | -               |
| Combiné           | Abandon  | 20e              | -               |

### Coupe du monde
- Meilleur classement général : 53e en 2011.
- 1 podium.

#### Différents classements en Coupe du monde
| Année/Classement | Année/Classement | Général | Général | Descente | Descente | Slalom | Slalom | Slalom géant | Slalom géant | Super G | Super G | Combiné | Combiné |
| ---------------- | ---------------- | ------- | ------- | -------- | -------- | ------ | ------ | ------------ | ------------ | ------- | ------- | ------- | ------- |
| Année/Classement | Année/Classement | Class.  | Points  | Class.   | Points   | Class. | Points | Class.       | Points       | Class.  | Points  | Class.  | Points  |
| 2006             | 2006             | 128e    | 10      | 49e      | 10       | -      | -      | -            | -            | -       | -       | -       | -       |
| 2007             | 2007             | 65e     | 106     | 37e      | 48       | -      | -      | -            | -            | 23e     | 58      | -       | -       |
| 2008             | 2008             | 116e    | 21      | 51e      | 8        | -      | -      | -            | -            | 36e     | 13      | -       | -       |
| 2009             | 2009             | 117e    | 18      | 40e      | 17       | -      | -      | -            | -            | 51e     | 1       | -       | -       |
| 2010             | 2010             | 86e     | 55      | 44e      | 20       | -      | -      | -            | -            | 32e     | 27      | 43e     | 8       |
| 2011             | 2011             | 53e     | 153     | 30e      | 57       | -      | -      | -            | -            | 20e     | 96      | -       | -       |
| 2012             | 2012             | 62e     | 126     | 29e      | 63       | -      | -      | -            | -            | 26e     | 63      | -       | -       |
| 2013             | 2013             | 89e     | 42      | 37e      | 37       | -      | -      | -            | -            | 48e     | 5       | -       | -       |
| 2014             | 2014             | 102e    | 27      | 42e      | 21       | -      | -      | -            | -            | 48e     | 6       | -       | -       |

### Coupe d'Europe
- 5 podiums, dont 2 victoires.